# Hesperidengärten

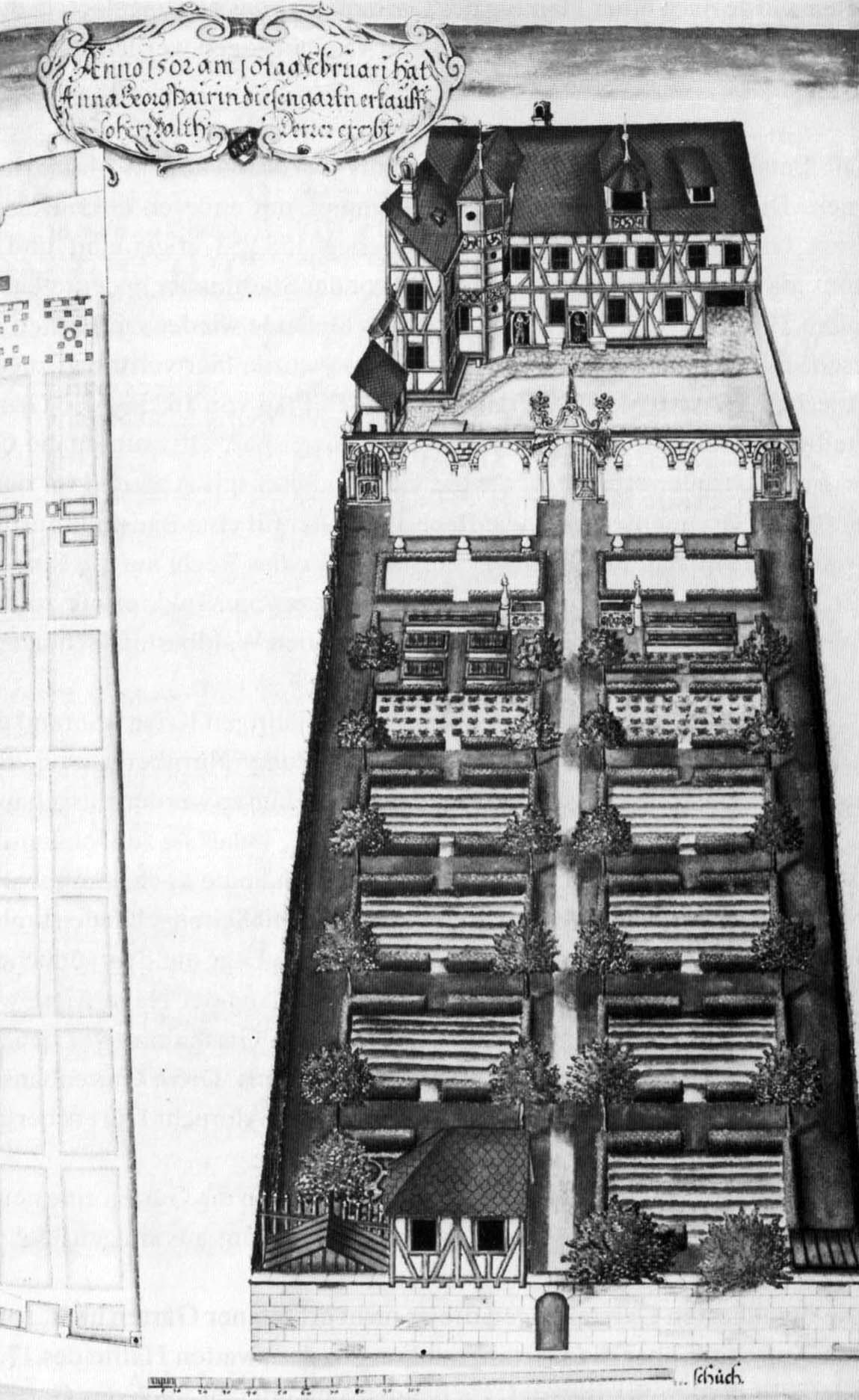
Hesperidengarten des Balthasar Derrer in St. Johannis, Johannisstraße 43. Aquarell aus dem Geschlechterbuch der Nürnberger Patrizierfamilie Derrer, 1626–1711.

Die Hesperidengärten sind mehrere barock gestaltete Gartenanlagen im Nürnberger Stadtteil St. Johannis. Sie waren Bestandteil eines grünen Gürtels entlang der Stadtmauer, der 360 unterschiedlich genutzte Gärten umfasste und die Voraussetzung für die Entwicklung einer hochstehenden Gartenkultur vor den Toren der Reichsstadt Nürnberg bildete. Die Entstehung nennenswerter Sammlungen von Zitruspflanzen wurde dadurch begünstigt. Die Grünflächen wurden von Patrizierfamilien und Kaufleuten im 16., 17. und 18. Jahrhundert angelegt, nachdem die in der Altstadt befindlichen Obst-, Gemüse- und Kräutergärten sukzessive bebaut wurden. Die prachtvollen Lustgärten trennten die neu entstandenen Vorstädte von der Altstadt. Die Stadtmauer bildete dabei die physische Grenze. In St. Johannis wohnten seit der frühen Neuzeit wohlhabende Bürger, die sich einen Hauch von südländischer Kultur in den heimischen Garten holten. Die Nürnberger Patrizier und Kaufleute orientierten sich bei der Gartengestaltung am Vorbild des Adels. Kleine Ziergärten wurden im Renaissance- und Barockstil errichtet und mit einer Vielzahl an Brunnen und Figuren aus Sandstein ausgestattet. In den aufwändig gestalteten Gartenanlagen befanden sich wertvolle und exotische Limonen- und Pomeranzen-Sammlungen.

## Lage

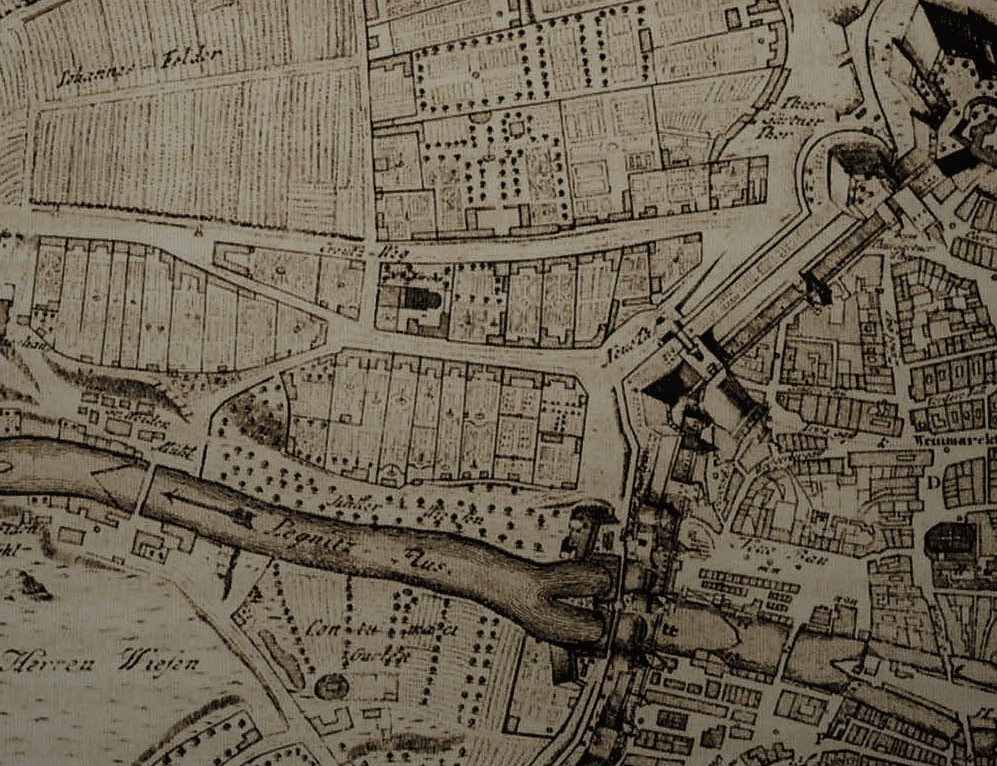
Ausschnitt des Homann-Plans der Stadt Nürnberg, der die Hesperidengärten nördlich der Hallerwiese darstellt (1773)

Die Gartengrundstücke der Hesperidengärten befinden sich westlich der Nürnberger Altstadt im Stadtteil St. Johannis zwischen der Johannisstraße und der Hallerwiese. Der Komplex an ehemaligen Bürgergärten nördlich der Pegnitz weist nur wenige Restflächen und Relikte der einstigen prachtvollen Ausstattung auf. Die schmalen und rechteckig gestalteten Gärten sind orthogonal, in Nord-Süd-Ausrichtung zur Johannisstraße orientiert. Die ehemaligen Sommerhäuschen der Patrizier und Kaufleute bilden die bauliche Einfassung der kleinen Areale.
Die Gartenanlagen sind über die Eingänge Johannisstraße 47 und Riesenschritt 26 (drei heute miteinander verbundene Gärten hinter den Häusern Nr. 43–47) sowie Johannisstraße 13 zu betreten.

## Geschichte

### Name

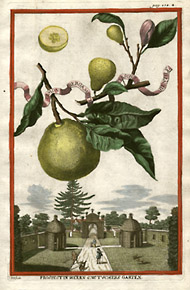
Illustration der Bergamotte-Frucht aus dem Werk Nürnbergische Hesperides von Johann Christoph Volkamer

Der Name der Hesperidengärten entstammt der griechischen Mythologie.
Die Hesperiden (griech. Esperídes) waren Nymphen und Gärtnerinnen in mythischen Zeiten. Sie hatten die Aufgabe, die im gleichnamigen Garten wachsenden goldenen Früchte zu bewachen. Die goldenen Äpfel galten als Eigentum der Götter und sollten ewige Jugend und Unsterblichkeit spenden. Die griechische Mythologie besagte, dass Gaia den Apfelbaum zu Ehren der Vermählung Zeus mit Hera in einem Garten jenseits des westlichen Ozeans pflanzte. Dem für seine Stärke berühmten Herakles war als 11. Heldentat aufgetragen worden, die Früchte der Götter aus den Hesperidengärten zu rauben. Doch Prometheus gab Herakles den Rat, dass der Titan Atlas die drei goldenen Äpfel an seiner Stelle stehlen sollte, da sie von dem 100-köpfigen Drachen Ladon bewacht wurden. Mit einer List überzeugte Herakles Atlas die Äpfel zu pflücken und bestand die Aufgabe.  In der frühen Neuzeit wurden mit den goldenen Äpfeln Zitrusfrüchte assoziiert.

### Nürnbergische Hesperides
Bekanntheit erlangten viele der Gärten durch das zweibändige Werk über Zitrusfrüchte von dem Kaufmann und passionierten Botaniker  Johann Christoph Volkamer, das vielfältige Illustrationen enthielt und unter dem Namen Nürnbergische Hesperides 1708–1714 veröffentlicht wurde. Die Publikation stellt die erste systematische Beschreibung der Gattung Citrus und ein wichtiges Quellenwerk zur historischen Gartenkunst dar. Der Buchtitel führte zu einer Übertragung der antiken Hesperidensaga auf die Nürnberger Bürgergärten.

### 14. bis 18. Jahrhundert

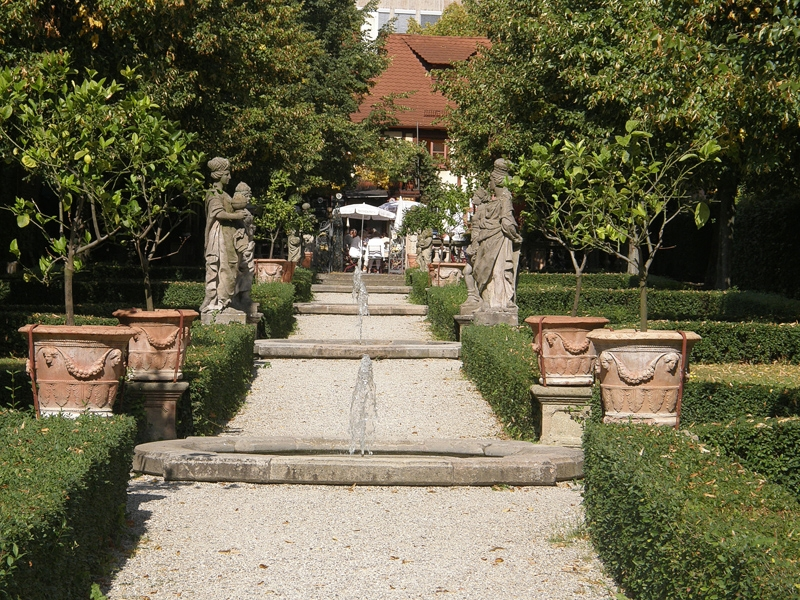
Hesperidengarten mit Wasserspielen, Skulpturen, Formhecken und Zitrusfrüchten

Bereits im 14. Jahrhundert wurden Gärten in St. Johannis angelegt.
Innerhalb der Stadtmauer bewirtschafteten Patrizierfamilien und Ordensgemeinschaften im 14. bis 15. Jahrhundert Obst-, Gemüse- und Kräutergärten. Der Schwerpunkt der gärtnerischen Nutzung lag in der Lorenzer Altstadt, südlich der Pegnitz. Durch den mittelalterlichen Handel wuchs die Bevölkerung gegen Ende des 15. Jahrhunderts und die Grünflächen wurden zugunsten von Bauland aufgegeben. Der Rat der Reichsstadt Nürnberg musste auf Begehren der Gartenliebhaber Ersatzflächen bereitstellen. So entwickelte sich ein grüner Kranz an Bürgergärten nach dem Ende des Ersten Markgrafenkrieges, 1449 um die heutige Altstadt von Nürnberg. Im Bereich des sogenannten Burgfriedens, eines 800 bis 1300 Meter breiten Pufferstreifens entlang der Nürnberger Stadtmauer, wurde zu Verteidigungszwecken eine vorgezogene Linie aus Palisaden (Landwehr) errichtet. Im Jahr 1632 wurde die Verteidigungsanlage durch Erdbauwerke verstärkt. Diese Verteidigungszone wurde von Bauern landwirtschaftlich – als Acker, Wiese, Obst- und Gemüsegarten – genutzt und gehörte erst den burggräflichen und später den markgräflichen Lehnsherren.

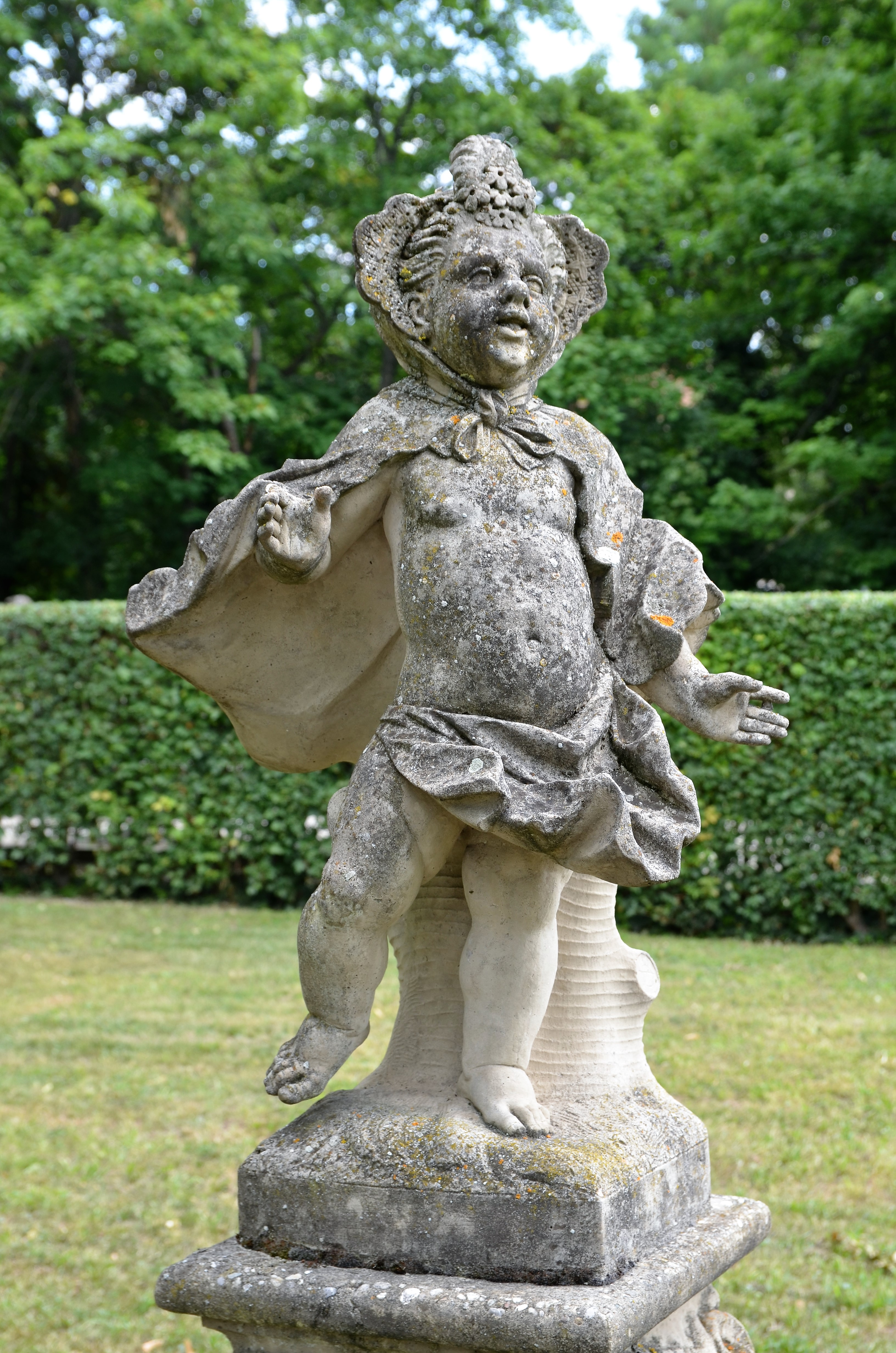
Skulptur im Hesperidengarten

Ein weiterer Faktor für die Blüte der Nürnberger Gartenkultur war der Verkauf von Grundstücken des Deutschherrenordens an die Reichsstadt Nürnberg. Die betreffenden Liegenschaften befanden sich im Westen der Stadt und grenzten unmittelbar an die Stadtmauer. Nachdem die Flächen parzelliert wurden, erfolgte ein Verkauf von Handtuchgrundstücken eines Weinhangs im heutigen Stadtteil St. Johannis an Nürnberger Bürger. Diese Gärten bei St. Johannis stellen den Ausgangspunkt für die heutigen Hesperidengärten dar. An vielen Stellen innerhalb des Gartenrings entwickelten sich 360 Gartenanlagen und formten einen Circulus viridarius. Noch heute zeugen die Namen der Stadtteile – wie Gärten bei Wöhrd und Gärten hinter der Veste – von der einstigen Gartenpracht.
Die Nürnberger Gartenkultur wurde im 16. und 17. Jahrhundert durch Italien maßgeblich beeinflusst, da Nürnberger Kaufmannsfamilien Italien vermehrt bereisten. Noch bis in das 18. Jahrhundert orientierte sich die Nürnberger Gartengestaltung an den italienischen Gärten der Spätrenaissance. Die Kultivierung von Zitrusfrüchten, insbesondere Pomeranzen folgte dem italienischen Vorbild. In 70 Prozent der Gartenanlagen im Burgfrieden wurden Zitruspflanzen kultiviert. Selbst kleinere Gärten wurden teilweise mit ein bis mehreren Dutzend dieser exotischen Pflanzen ausgestattet.
Im 17. und 18. Jahrhundert erfolgte eine barocke Umgestaltung der Hesperidengärten nach holländischem und italienischem Vorbild.

### 20. Jahrhundert
Anfang der 1980er Jahre wurden einige dieser Gärten mit der Hilfe des Bürgervereins St. Johannis und dem Gartenbauamt der Stadt Nürnberg wieder rekonstruiert. Im Barockgarten auf der Haus Nr. 13 befindet sich ein gemauertes historisches Gartenhaus. Die darin befindliche Ausstellung ist in den Monaten April bis Oktober geöffnet.